# Szóphéné

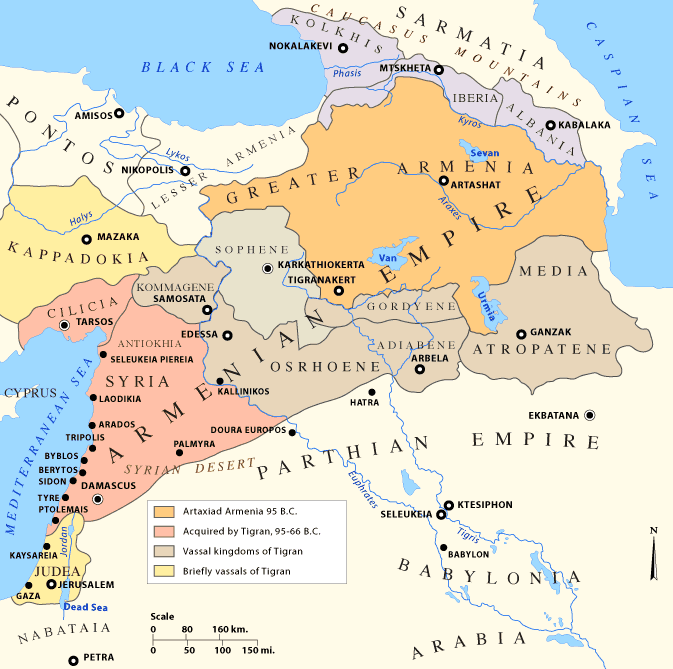
Arménia közigazgatása a legnagyobb kiterjedése idején

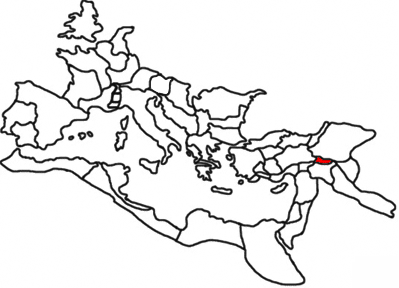
Sophene római provincia elhelyezkedése, 120.

Szóphéné (örményül Ծոփք, Tsophkh, Dzophkh, ógörögül: Σωφηνή, olv:Szōphēnē, latinul: Sophene) eredetileg az Örményország első ismert elődjének tekintett Urartu tartományaként szerveződő területi egység, később önálló királyság. Eredeti neve Supria. Supria az i. e. 7. század folyamán többször cserélt gazdát, hol Urartu, hol Asszíria birtokolta. A 7. század végén pedig a médek foglalták el. Urartu i. e. 585-ig létezett, de többet nem szerezte vissza ezt a tartományát.

## Története
A diadokhosz-háborúk után függetlenedett a Szeleukida Birodalomtól, és megalakult a hellenisztikus Szóphénéi Királyság. Ezt a királyságot az örmény királyi ház egyik ága vezette, és ez időben Kommagéné is a részét képezte. Szóphéné ekkoriban Armenia és a Szeleukida Birodalom ütközőterületévé vált, mindkét állam magának kívánta megszerezni.
III. Alexandrosz halála (i. e. 323) után hadvezérei és helytartói, a diadokhoszok küzdöttek birodalma részeiért. A Szeleukida Birodalom nyomása ellenére az Orontida dinasztia (amit Armenia Nagy Sándor kinevezte satrapája, Mithranész alapított), sokáig megőrizte függetlenségét és uralmát a három királyság felett, amelyekre akkor Örményország oszlott. Ezek: Nagy-Örményország, Kis-Örményország és Szóphéné.
I. e. 190-ben Róma legyőzte a Szeleukidákat a magnesiai csatában. A következő évben az örmények kikiáltják függetlenségüket és a bennszülött Artaszészida dinasztia kezd uralkodni. I. e. 90-ben Szóphéné ismét beolvadt Armeniába II. Tigranész idején. I. e. 66-ban ifjabb Tigranész az apja elleni árulásért jutalmul megkapta a területet, de hamarosan elvették tőle, és Cappadociához csatolták.
I. e. 56-ban háború tört ki a pártusok uralta Perzsia és a Római Birodalom között a terület ellenőrzéséért. Armenia Magna végül megszerezte, és a római hódításig meg is őrizte a területet. Az ókori Arménia egyik legfontosabb tartománya, kiterjedése ekkor gyakorlatilag megegyezett a mai Örményországgal.
I. e. 56 és i. e. 63 között még tudunk egy Caius Iulius Sohaemus nevű uralkodóról, de i. e. 63-ban Róma elfoglalta Sophenét. Armenia legyőzése után római provincia volt a mai Törökország délkeleti részében. Az egyik Rómától legtávolabb eső, és legkevésbé ismert provincia, amely a Tigris és az Euphratész között feküdt.